# Ндвандве-зулусская война
Гражданская война Зулусов или Ндвандве-зулусская война — война 1817—1819 годов между расширявшейся зулусской империей и племенем Ндвандве в Южной Африке.

## Предыстория
Зулусы изначально были сплочённой этнической группой, которая мигрировала на восточное плато современной Южной Африки, в дальнейшем они стали сильной племенной нацией, во многом, благодаря усилиям амбициозного вождя по имени Чака (ок. 1787—1828, годы правления 1816—1828). В возрасте шести лет Чака вместе со своей матерью был за небольшую провинность изгнан из племени своим отцом Сензангаконой, который на тот момент был вождем зулусов, и стал воином народа мтетва, среди которого он вырос. Верховный вождь Мтетва Дингисвайо помог Чака стать главой зулусов после смерти Сензангаконы в 1816 году, отстранив других принцев, претендовавших на власть. Два вождя были близкими друзьями, и вместе сражались против общих врагов, таких как Ндвандве и их главой королём Звиде. После того, как Дингисвайо был схвачен во время переговоров и казнён по приказу Звиде, народ Мтетва перешёл под власть Чаки и племя объединилось под одним именем — Зулусы. Чака произвёл революцию в традиционных способах ведения боя, начав использовать ассегай (короткое колющее копьё) в качестве оружия ближнего боя и организовав воинов в дисциплинированные отряды, которые сражались плотным строем за большими щитами из воловьей кожи.

## Ход военных действий
В битве на холме Гкокли в 1817 году войско Чаки, использовав преимущество в вооружении и тактике, одержало победу над превосходящим численностью войском Ндвандве, которое не смогло уничтожить армию зулусов в их первом столкновении. В результате Ндвандве понесли очень тяжёлые потери и были вынуждены отступить на свою территорию. 
Хотя зулусы отбросили ндвандве, понеся меньшие по сравнению с противником потери, они также потеряли много воинов. Пользуясь тем, что ндвандве не были в состоянии быстро совершить новый поход, Чака на основе мирного соглашения присоединил к своим владениям ряд других кланов. Однако Пакатвайо, вождь могущественного вождества Г'вабе отказался от предложения объединиться. Тогда Чака в середине зимы 1818 года объявил ему войну и благодаря превосходству зулусского войска легко и быстро одержал победу. После этого владения Г'вабе стали частью зулусского государства, а его мужчины были мобилизованы в зулусскую армию, что значительно увеличило его силы.     
Ндвандве и Зулусы снова встретились в решающей битве на реке Мхлатузе в 1819 году. К этому времени Ндвандве, которыми на этот раз командовал Сошангане, переняли зулусскую тактику ведения ближнего боя, а также их новое оружие, к тому же они численно снова значительно превосходили силы зулусской армии. Поэтому Чака сначала измотал захватчиков партизанской тактикой. Когда голодная и истощенная армия Ндвандве стала отступать, зулусские полки начали их преследовать. Чака одержал решающую победу, начав свою главную атаку в тот момент, когда половина армии Ндвандве переправилась через реку Мхлатузе и напав всеми силами на оставшиеся на южном берегу силы противника. В ходе короткого, но мощного и решительного удара зулусов эта часть вражеской армии была уничтожена. Сумевшие переплыть реку воины ндвандве потеряли свои копья и щиты и оказались безоружными. После уничтожения сил противника на своем берегу зулусская армия переправилась через реку и атаковала вторую половину армии Ндвандве. В результате ожесточенного сражения армия Ндвандве была полностью разгромлена, распалась на мелкие группы и обратилась в бегство. После этого Чаки приказал своим наиболее свежим частям совершить максимально быстрый марш к столице Ндвандве. Два зулусских полка прибыли к штаб-квартире Звиде, возле современного Нонгома, прежде чем туда дошла новость о полном поражении Ндвандве, при этом зулусы приближались к лагерю противника, как им было приказал Чака, распевая победные песни Ндвандве. Когда обрадованные женщины и дети Ндвандве вышли встретить, как они думали, возвращающиеся с победой свои войска, зулусы перерезали их всех. Но Звиде вместе с несколькими приближенными удалось бежать. На следующий день остальные войска зулусов прошлись по всей территории противника, захватывая стада скота, сжигая хижины  и беспощадно убивая всех встреченных Ндвандве. Уцелевшие Ндвандве бежали на север, где они осели в верховьях реки Инкомати на расстояние двухсот миль от империи зулусов. Опустевшая территория Ндвандве была аннексирована зулусами и в дальнейшем использовалась ими в качестве пастбищ.
После смерти Звиде в 1825 году государство Ндвандве распалось из-за измены его генералов и междоусобной борьбы его сыновей за власть. Один из них, Сикуньяна, в 1826 году снова вторгся во главе крупного войска в страну зулусов с целью отвоевать прежние владения Ндвандве, за ним шли женщины и дети племени. Этот поход Ндвандве снова завершился их полным разгромом, войско Ндвандве было полностью уничтожено, после чего зулусы перебили следовавших за войском женщин и детей племени, а стада скота Ндвандве достались победителям. Спастись удалось только Сикуньяне вместе с несколькими приближенными.
После этих событий ни одно соседнее племя больше не отваживалось нападать на страну зулусов.

## Последствия
В итоге Звиде был вынужден бежать, а большая часть Ндвандве покинула свои земли и мигрировала на север, основав зулусские королевства (названные Нгони (Ngoni) по этнолингвистическому названию «Нгуни» («Nguni») в Замбии, Малави, Мозамбике и Танзании. Это была заключительная фаза мфекане — катастрофической, кровопролитной гражданской войны и, в конечном итоге, миграции различных племён в этом районе, первоначально (около 1802 г.) вызванной голодом, но в конечном итоге в результате бегства от зулусов.
Группы Нгони сами устраивали хаос, используя зулусскую тактику на войне, и впоследствии создали более сильные политические образования в других странах и, таким образом, представляли угрозу европейской колонизации, например, во время восстания Маджи-Маджи в Германской Восточной Африке (1905—1907). Чака стал окончательным победителем, и его люди до сих пор живут по всей стране зулусов, с обычаями и образом жизни, которые можно легко проследить до времен их лидера.